# Fórmula Abierta
Fórmula Abierta fou un grup de música pop espanyol estil Boy band que sorgí de la primera edició del programa de telerealitat Operación Triunfo, format per quatre dels seus participants: Geno (1982), Mireia (1982), Javián (1974) i Àlex Casademunt (1981-2021). Inicialment, quan foren presentats, en Juan Camus també n'era membre, però aquest finalment va voler fer carrera en solitari, tot i que va actuar amb ells en dues d'actuacions. Més tard però, Àlex Casademunt va decidir separar-se'n i iniciar una carrera en solitari. Aprofitant la segona edició del programa, Miguel Àngel Silva va substituir-lo. El grup va aconseguir esdevenir un èxit estival, durant dos estius.